# Walheim (Haut-Rhin)
Walheim ist eine französische Gemeinde mit 888 Einwohnern (Stand 1. Januar 2022) im Département Haut-Rhin in der Region Grand Est (bis 2015 Elsass). Sie gehört zum Arrondissement Altkirch, zum Kanton Altkirch und zum Gemeindeverband Sundgau.

## Geographie
Walheim im Sundgau liegt 20 Kilometer südlich von Mülhausen und vier Kilometer nordöstlich von Altkirch beidseitig des Flusses Ill auf einer mittleren Höhe von 273 m über dem Meeresspiegel.
Nachbargemeinden von Walheim sind Tagolsheim im Norden, Luemschwiller im Nordosten, Emlingen im Südosten, Wittersdorf im Süden, Altkirch im Südwesten sowie Aspach im Westen.

## Geschichte
Der Ort erscheint 1236 in den Urkunden als Walhen. Möglicherweise handelt es sich um einen sog. Walchen-Ort, also um einen zur Zeit der germanischen Landnahme von gallo-römischen Einwohnern besiedelten Ort.
An der Stelle des heutigen Friedhofs stand einst die St.-Martins-Kirche des schon 1440 nicht mehr bestehenden, vermutlich nach dem ersten Überfall der Armagnaken 1439 abgegangenen Dorfes Krispingen. Diese Kirche war zugleich das Gotteshaus für Wahlheim. 1841/42 wurde sie durch einen Neubau ersetzt. Einwohner des wohl im Dreißigjährigen Krieg zerstörten Dorfes Rolingen bei Tagolsheim sollen sich östlich von Wahlheim angesiedelt haben. (Darauf könnte der noch lange übliche Übername für die Bewohner rechts der Ill d' Role zurückgehen.)
Bis 1324 gehörte der Ort zur Grafschaft Pfirt und kam dann durch die Heirat der Johanna von Pfirt mit Herzog Albrecht II. von Österreich an Habsburg. Im Westfälischen Frieden 1648 ging der Ort mit dem ganzen elsässischen Besitz der Habsburger an die französische Krone. Von 1871 bis 1918 gehörte der Ort zum Reichsland Elsass-Lothringen.
Im 19. Jahrhundert profitierte Wahlheim vom Bau der Bahnlinie Mulhouse – Paris (1858).

## Bevölkerungsentwicklung
| Jahr      | 1962 | 1968 | 1975 | 1982 | 1990 | 1999 | 2006 | 2019 |
| Einwohner | 660  | 693  | 696  | 726  | 716  | 746  | 878  | 880  |

## Sehenswürdigkeiten
- Kirche Saint-Martin, erbaut 1841/1842, mit zahlreichen als Monument historique klassifizierten Objekten. Ein schlichter spätklassizistischer Bau der Louis-Philippe-Zeit. Der Rundbogeneingang in der Turmfassade von Pilastern gerahmt und mit einem Dreiecksgiebel bekrönt. Der Vorplatz mit dem Gefallenendenkmal repräsentativ flankiert von zwei ehemaligen Schulgebäuden von 1875  und 1881.

Kirche St. Martin in Walheim
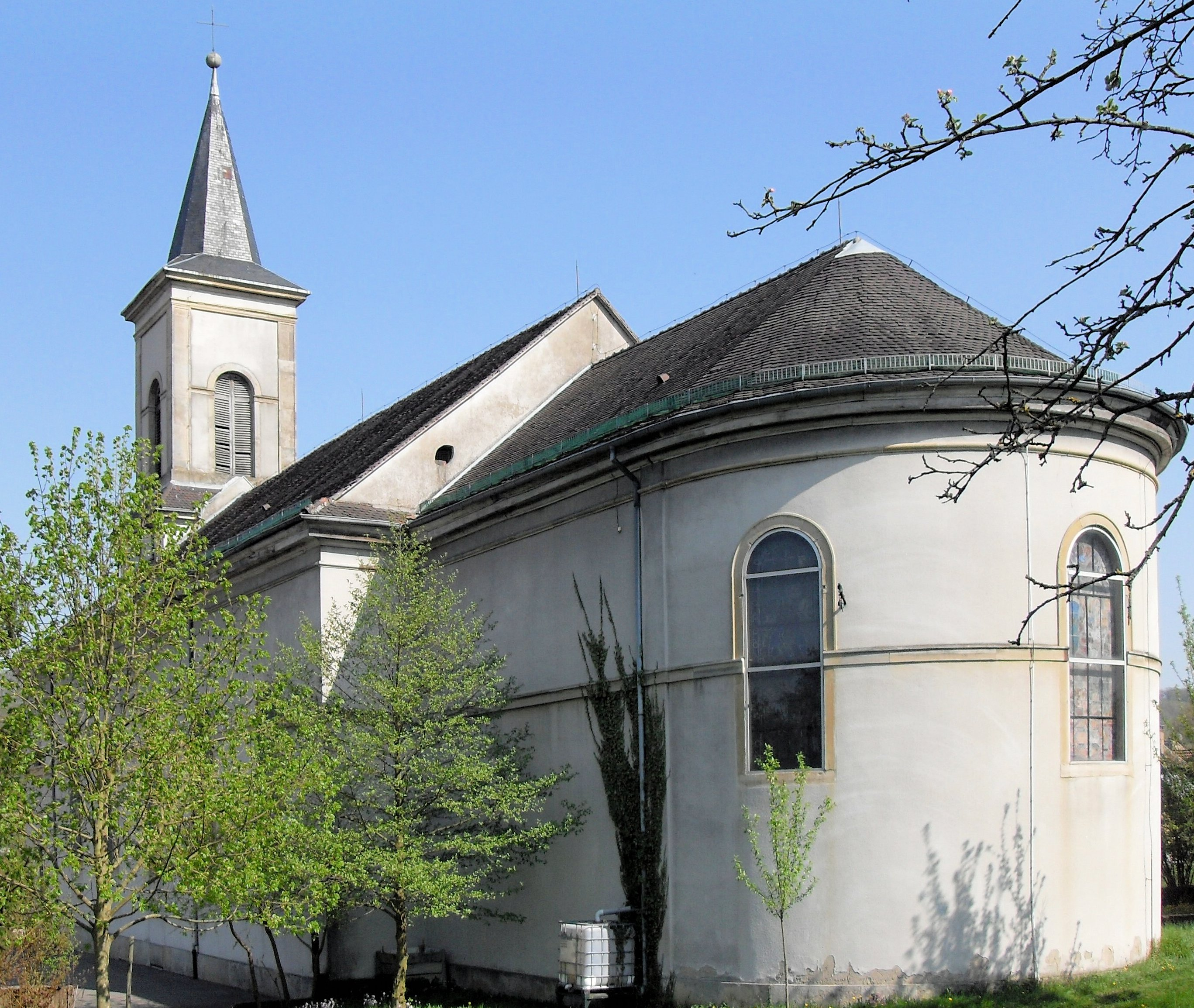
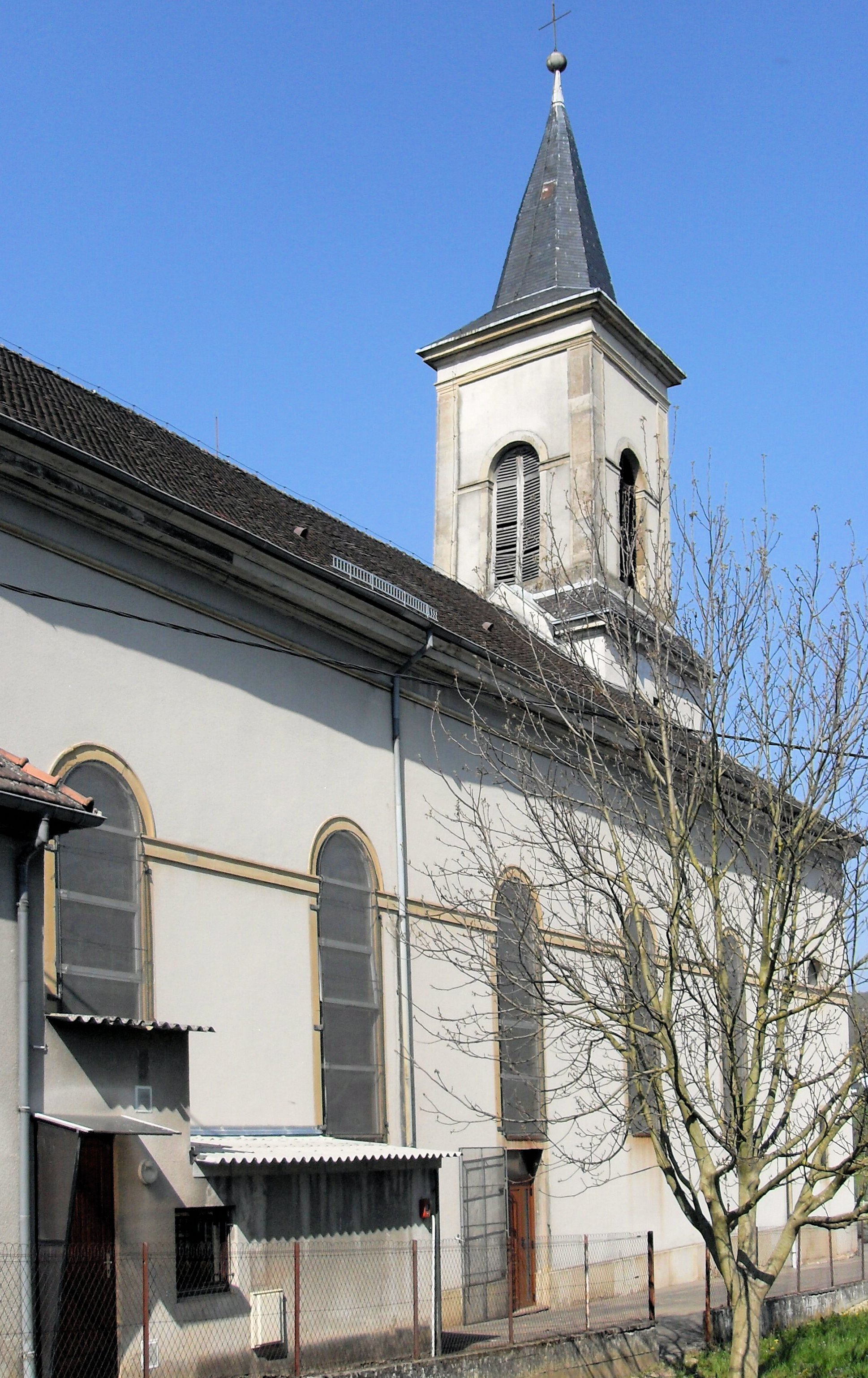

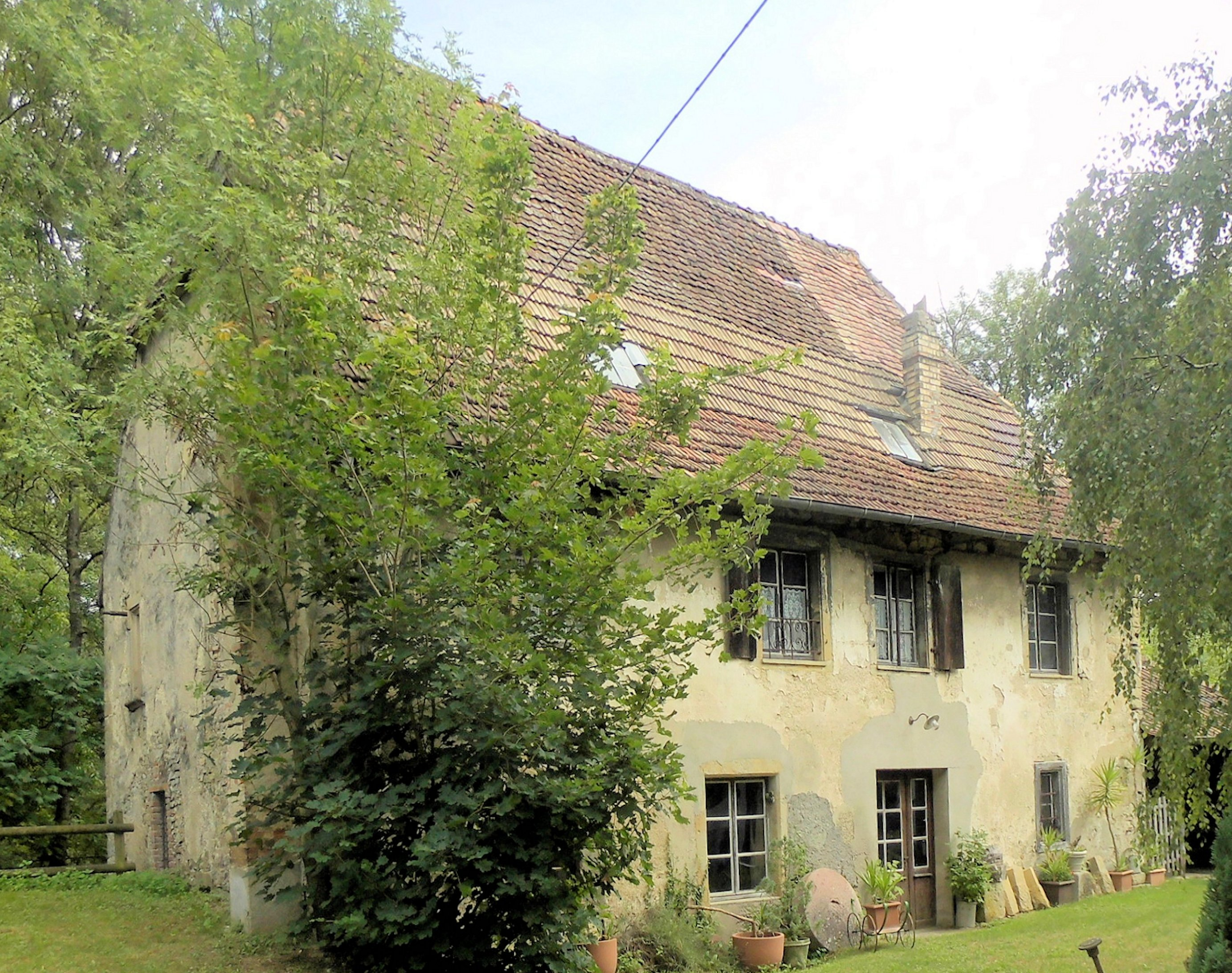
Moulin Bas

- Moulin Bas, Mühle aus dem 16. Jahrhundert, Monument historique
- Haus des Schriftstellers Louis Velle an der Grand Rue 64, datiert auf das Jahr 1578
- Haus von Jean-Thiebaut Pflieger an der Grand Rue 51

## Verkehrsanbindung
Durch die Gemeinde Walheim führt die Departementsstraße D432 von Mülhausen nach Altkirch. Walheim besitzt einen Bahnhof an der Bahnstrecke Paris–Mulhouse, an diesem halten Züge des TER Grand Est und TER Franche-Comté.

## Persönlichkeiten
- Jean-Thiebaut Pflieger, Oberstleutnant der Grande Armée unter Kaiser Napoleon I. Von 1829 bis 1832 war er Bürgermeister und Administrator von Walheim.